# Tamara Todevska
Tamara Todevska (født 1. juni 1985), kendt som Tamara, er en makedonsk popsanger.

## Eurovision Song Contest
Hun deltog for Makedonien ved Eurovision Song Contest 2008. De blev sat i den anden semifinale, hvor hun sang som nummer 18. Hun sang den engelske version af "Vo ime na ljubovta" kaldet "Let Me Love You" og nåede en 10. plads i semifinalen. Med juryens beslutning kvalificere hun sig ikke til finalen.
Todevska vil repræsentere Nordmakedonien i Eurovision Song Contest 2019 i Tel Aviv med sangen "Proud”. hun fik en 7. plads i finalen.